# Parohinka longiseta
Parohinka longiseta är en insektsart som beskrevs av Melichar 1914. Parohinka longiseta ingår i släktet Parohinka och familjen dvärgstritar. Inga underarter finns listade i Catalogue of Life.